# Pengchong
Pengchong (chinesisch 碰冲) ist eine Lokalität in Liuzhou, Guangxi, China.
Der kleine Ort Pengchong befindet sich auf dem Gebiet des Dorfes Shuzhuang 梳妆村 der Großgemeinde Changtang 长塘 des Stadtbezirks Liubei von Liuzhou im Autonomen Gebiet Guangxi der Zhuang-Nationalität.

## Pengchong-Profil
Auf dem Gebiet von Pengchong befindet sich das Pengchong-Profil (Pengchong Section), das GSSP-Referenzprofil für das Viséum (Mississippium, früher auch Unterkarbon, in der Erdgeschichte ein chronostratigraphisches Subsystem des Karbon), das biostratigraphisch durch das erste Auftreten der benthischen Foraminifere Eoparastaffella simplex gekennzeichnet ist.